# Mihalici, Varna
Mihalici (în bulgară Михалич) este un sat în comuna Vălci Dol, regiunea Varna,  Bulgaria. 

## Demografie
Componența etnică a satului Mihalici
     Nicio identificare (31,22%)
     Bulgari (19,1%)
     Turci (4,65%)
     Romi (45,01%)
La recensământul din 2011, populația satului Mihalici era de 602 locuitori. Nu există o etnie majoritară, locuitorii fiind romi (45,01%), bulgari (19,1%) și turci (4,65%). Pentru 31,22% din locuitori nu este cunoscută apartenența etnică.